# Hemerodromia melanosoma
Hemerodromia melanosoma är en tvåvingeart som beskrevs av Axel Leonard Melander 1947. Hemerodromia melanosoma ingår i släktet Hemerodromia och familjen dansflugor. Inga underarter finns listade i Catalogue of Life.